# Кворти, Клемент
Клемент Айзек (Айк) Кворти (англ. Clement Isaac "Ike" Quartey; 12 апреля 1938, Аккра — 2 ноября 2024, Великобритания) — ганский боксёр. Первый спортсмен в истории Ганы, который завоевал олимпийскую медаль. На летних Олимпийских играх 1960 года в Риме он выиграл серебряную медаль в первом полусреднем весе (63,5 кг).

## Биография
После того как Гана в 1957 году обрела независимость, 13 спортсменов впервые отправились на летние Олимпийские игры 1960 года (на Играх 1952 года команда выступала как Золотой Берег).
На Олимпиаде он провёл пять боёв. Победил марокканца Бобекура и иракца Кархи без проблем со счётом 5-0 по очкам. В четвертьфинале выиграл у корейца Ким Дык Пона со счётом 3-2 голосов судей. В полуфинале Кворти без боя получил победу ввиду неявки соперника — поляка Каспшика, получившего травму в четвертьфинале.
В финале Кворти встречался с Богумилом Немечеком из Чехословакии, который также без особых проблем выиграл свои поединки. Немечек в решающем бою явно превосходил его технически. У Кворти было мало международного опыта, что сказалось на итоговом результате финала — 5-0 в пользу Немечека.
Результаты весовой категории до 63,5 кг
| Стадия | Счёт                          | Соперник         |
| ------ | ----------------------------- | ---------------- |
| 1/16   | 5-0                           | Мухаммед Бубекюр |
| 1/8    | 5-0                           | Халид Аль-Кархи  |
| 1/4    | 3-2                           | Ким Дык Пон      |
| 1/2    | победа ввиду неявки соперника | Мариан Каспшик   |
| Финал  | 0-5                           | Богумил Немечек  |

Серебряная медаль за Кворти была первой олимпийской медалью для темнокожего африканского спортсмена когда-либо. На сегодняшний день (2016 г.) представители Ганы не выигрывали больше кроме Кворти золотых или серебряных олимпийских медалей.
В 1962 году на Играх Содружества в австралийском Перте Клемент Кворти выиграл золотую медаль.
У Клемента есть младший сводный брат Исуфи «Айк» Кворти — тоже боксёр, выступавший под тем же прозвищем. В 1988 году Айк выступал на Олимпийских играх. В 1994 году он был чемпион по версии WBA в полусреднем весе.
Умер 2 ноября 2024 года в Великобритании в возрасте 86 лет.